# Drummond (Montana)
Drummond é uma cidade  localizada no estado americano de Montana, no Condado de Granite.

## Demografia
Segundo o censo americano de 2000, a sua população era de 318 habitantes.
Em 2006, foi estimada uma população de 325, um aumento de 7 (2.2%).

## Geografia
De acordo com o United States Census Bureau tem uma área de
1,5 km², dos quais 1,5 km² cobertos por terra e 0,0 km² cobertos por água. Drummond localiza-se a aproximadamente 1204 m acima do nível do mar.

## Localidades na vizinhança
O diagrama seguinte representa as localidades num raio de 44 km ao redor de Drummond.